# Das Vermächtnis des Lichts
Das Vermächtnis des Lichts ist der letzte von vierzehn Romanen (in der deutschen Erstausgabe sind es 37) in der High-Fantasy-Saga Das Rad der Zeit der US-amerikanischen Autoren Robert Jordan und Brandon Sanderson. Er wurde erstmals 2013 als A Memory of Light veröffentlicht. Auf Deutsch ist der Roman in zwei Teilen, Die Schlacht der Schatten und Das Gedächtnis des Lichts, in der Übersetzung durch Andreas Decker 2013 bei Piper erschienen. Eine Gesamtübersetzung unter dem Titel Das Vermächtnis des Lichts erschien 2017 ebenfalls bei Piper.
Ursprünglich sollte das Buch im März 2012 veröffentlicht werden, dies verzögerte sich jedoch mehrmals und die Hardcover-Ausgabe wurde schließlich am 8. Januar 2013 veröffentlicht. Das Buch erreichte Platz 1 auf mehreren Bestsellerlisten.
Der Roman ist der dritte Teil von „A Memory of Light“, Robert Jordans letztem geplanten Buch. Aufgrund der Menge an zu behandelndem Material einigten sich Jordans Frau, Tor Books und Brandon Sanderson darauf, das letzte Buch in drei separate Bücher aufzuteilen. Alle drei Bücher wurden von Sanderson mit Hilfe umfangreicher Notizen geschrieben, die der verstorbene Jordan hinterlassen hatte. Der Titel „A Memory of Light“ wurde von Sanderson vorgeschlagen und ersetzte den Arbeitstitel „A Memory of Light: Shifting Winds“.

## Handlung

### Prolog
Im Prolog versammeln sich die Armeen der Westlande in Vorbereitung auf Tarmon Gai'don (die letzte Schlacht), ebenso wie die Streitkräfte des Schattens. Die Verlorenen unter Führung von Demandred führen einen Überfall auf die Stadt Caemlyn durch und schicken Trollocs los, um die Kanonen zu erobern, die gemeinsam von Matrim Cauthon, Königin Elayne Trakand und der Feuerwerkerin Aludra entwickelt wurden. Talmanes Delovinde und die Bande der Roten Hand starten ihren eigenen Gegenangriff und schaffen die Kanonen erfolgreich aus der Stadt, aber Caemlyn ist verloren.
Das Licht wird von Menschen unterstützt, die aus der ganzen Welt kommen, um gegen das Ende der Welt zu kämpfen. Während der Schatten einen neuen Verlassenen willkommen heißt: Mazrim Taim, der sich jetzt „M'Hael“ nennt.

### Feld von Merrilor
Rand al'Thor bereitet ein Treffen aller Nationen auf dem Feld von Merrilor vor, um sie davon zu überzeugen, in Tarmon Gai'don zu kämpfen. Mat kehrt nach Ebou Dar zurück, um Tuon ausfindig zu machen, nur um festzustellen, dass die Stadt voller Attentäter ist, die von einem ihrer Generäle geschickt wurden. Beider Schwarzen Burg wird Logain Ablar vermisst und Mazrim Taim „verwandelt“ Menschen gewaltsam in Schattenfreunde. Die Logain immer noch treuen Asha'man, angeführt von Androl Genhald und unterstützt von Aes Sedai-Botschafterin Pevara Tazanovni, retten Logain, besiegen Taim und vertreiben seine Schrecken aus der Burg. Rands "Preis" der Treue – ein Vertrag namens "Der Friede des Drachen", in dem Grenzen festgelegt und Krieg verboten ist – und sein Plan, die verbleibenden Siegel des Gefängnisses des Dunklen Königs zu zerbrechen, führen zu weit verbreiteten Auseinandersetzungen. Letztere löste sich erst auf, als Moiraine Damodred aus den Prophezeiungen des Drachen zitierte und Egwene überzeugt, die Siegel selbst zu brechen. Die Aiel, überzeugt von Aviendhas postapokalyptischen Visionen während der vorherigen Bandes Mitternachtstürme, fordern, sich dem Vertrag unterwerfen zu lassen, als Schiedsrichter aller Streitigkeiten. Als Elayne Trakand bemerkt, dass der Frieden nicht aufrechterhalten werden kann, wenn die Seanchaner davon ausgenommen sind, willigt Rand ein, sie zur Zusammenarbeit zu überzeugen, und ernennt Elayne zur Oberbefehlshaberin der Armeen, die ihm früher unterstellt waren.

### Der Krieg
Elayne entsendet ihre Streitkräfte zu vier verschiedenen Feldzügen, von denen Caemlyn von andoranischen und Cairhienin-Truppen zurückerobert werden soll; Egwene befiehlt einer Armee von Aes Sedai, Kandor zu verstärken, während Lan Mandragoran und die auferstandene Nation von Malkier den Tarwin-Pass halten. Rand selbst wird die Aiel dazu bringen, sich dem Dunklen zu stellen. Die vier von ursprünglich fünf verbliebenen "Großen Kapitäne" sind jeweils einer Kampagne zugeordnet: Gareth Bryne in Kandor, Agelmar Jagad am Tarwin-Pass, Rodel Ituralde bei Shayol Ghul und Davram Bashere um Elayne direkt zu dienen. Rand gewinnt die Unterstützung der Seanchaner, indem er Tuon in Ebou Dar davon überzeugt, dass seine Autorität als Reinkarnation von Lews Therin die ihre übertrifft. Die Seanchaner marschieren mit Mat als einem ihrer Generäle in die Schlacht. Mit nur Moiraine, Nynaeve al'Meara, und dem sa'angreal Callandor greift Rand den Champion des Dunklen Königs, Moridin an; nur unterbrochen, als Rand Kontakt mit dem Dunklen aufnimmt. Währenddessen betritt Perrin Aybara Tel'aran'rhiod, um Rand vor dem Schlächter zu beschützen. Der Schlächter ist ein Wesen, das aus der Verschmelzung zweier Seelen geschaffen wurde, um dem Dunklen zu dienen. Dabei wird Perrin von Lanfear unterstützt; aber vom Schlächter verwundet und zum Rückzug gezwungen. Rand und Egwene erfahren, dass feindliche Agenten einige der Siegel des Dunklen Königs zerschlagen haben. Die Siegel halten den Dunklen in seinem Verlies. Elaynes Streitkräfte brennen Caemlyn nieder, um die Trollocs zur Verfolgung zu zwingen; aber sie werden auch von einer neuen Streitmacht aus dem Norden verfolgt und von Logain und seinem treuen „Asha'man“ gerettet. Beim Tarwin-Pass werden die Verteidiger in die Flucht geschlagen; während in Kandor Egwene und die Aes Sedai unerwartet von der Nation Shara unter Demandred überflügelt werden. Egwene erkennt, dass Mats Fuchskopf-Medaillon ihn zum einzig kompetenten General macht, der gegen feindlichen „Zwang“ immun ist, und gibt ihm das Kommando über ihre Streitkräfte, und Mat versammelt die Überlebenden auf dem Feld von Merrilor.

### Die letzte Schlacht
Um Demandred dazu zu verleiten, seine Ressourcen zu riskieren, inszeniert Mat einen öffentlichen Streit mit Tuon, und die Seanchaner verlassen das Feld. Perrin verfolgt Schlächter weiter. Bei Shayol Ghul stellt sich Graendal den Aiel entgegen. Als Demandred den abwesenden Rand herausfordert, greift Gawyn Trakand ihn direkt an und wird tödlich verwundet. Später wird sein älterer Halbbruder Galad Damodred bei der gleichen Anstrengung schwer verwundet. Mats Kommandoposten wird direkt von Sharan-Streitkräften angegriffen und Siuan Sanche wird bei der Verteidigung getötet. Gareth Bryne verliert den Verstand und stirbt kurz darauf. Elayne wird von mehreren Schattenfreunden überfallen, darunter Doilin Mellar, die dafür sorgen, dass ein Duplikat von Elayne tot aufgefunden wird. Failes Kontingent trifft in Merrilor ein, wird aber fast sofort verraten. Faile ergreift das Horn von Valere (das verstorbene Helden rekrutieren kann), das sie Olver gibt.
Androl und Pevara spüren M'Hael auf und stehlen die restlichen Siegel des Gefängnisses des Dunklen Königs. Egwene bittet dann Leilwin, ihre Wächterin zu sein und greift M'Hael an. M'Hael verwendet Baalsfeuer, um eine Reihe von Aes Sedai zu zerstören. Inmitten ihres Kampfes mit M'Hael erschafft Egwene ein neues Gewebe, die "Flamme von Tar Valon", die in der Lage ist, Baalsfeuer entgegenzuwirken, und opfert ihr eigenes Leben, um M'Hael und seine Anhänger zu zerstören. Galad gibt Mats Fuchskopf-Medaillon an Lan weiter, und Lan greift Demandred an, tötet ihn im Zweikampf, indem er sich von Demandred erstechen lässt, und enthauptet dann den Verlorenen. Olver lässt das Horn von Valere ertönen und beschwört legendäre Helden, um Elayne zu retten. Mat nutzt die Helden und Verstärkungen der Seanchaner, um die Gegner vom Feld zu fegen.

### Shayol Ghul
Außerhalb des Musters duellieren sich Shai'tan und Rand, indem sie ihre Visionen darüber konstruieren, wie die Realität nach „Tarmon Gai'don“ aussehen könnte, und erreichen schließlich eine Pattsituation unter der Prämisse, dass das Muster im Falle einer Niederlage von beiden unvollständig ist. Perrin tötet Schlächter in der Grube des Verderbens und tötet später Lanfear, bevor sie Moiraine töten kann. Mat tötet Padan Fain mit seinem eigenen Dolch. Olver und die auferstandenen Helden gewinnen den Kampf, während Aviendha Graendal geistig versklavt. Rand nimmt sein Duell mit Moridin wieder auf, währenddessen Rand, Moiraine und Nynaeve die Kontrolle über Moridin übernehmen und seine Kraft nutzen, um ein riesiges Gewebe aus „Saidar“, „Saidin“ und der „Wahren Macht“ zusammen zu erschaffen. Als Logain dies sieht, bricht er das Gefängnis des Dunklen Königs auf, und Rand nutzt das riesige Gewebe aus den drei Kräften, um zuerst den Dunklen König zu fangen und später sein Gefängnis fehlerlos neu zu erschaffen.

### Epilog
Mat trifft sich wieder mit Tuon, die verrät, dass sie von ihm schwanger ist; während Perrin Faile findet, die unter Trolloc-Leichen begraben, aber lebendig ist, und den Thron von Saldaea erbt. König Alsalam von Arad Doman wird als tot erklärt und Ituralde tritt seine Nachfolge an. Cadsuane Melaidhrin wird zum neuen Amyrlin-Sitz gewählt, während Moghedien von einem „Sul'dam“ gefangen genommen wird. Thom und Moiraine, Lan und Nynaeve warten auf Rand, der langsam an seinen Wunden stirbt. Ein Scheiterhaufen wird errichtet; aber es wird offenbart, dass Rand einen Körpertausch mit Moridin durchgeführt hatte und deshalb am Leben ist. Rand ist nicht mehr in der Lage, die Eine Kraft zu weben, und hat nun die Fähigkeit, das Muster direkt zu manipulieren, obwohl unklar ist, in welchem Umfang. Er demonstriert diese Fähigkeit, indem er seine Pfeife ohne den Einsatz der Einen Kraft anzündet.

## Ausgaben
- A Memory of Light. Tor, 2013, ISBN 978-0-7653-2595-2.
  - Die Schlacht der Schatten. Piper, 2013, ISBN 978-3-492-26825-7.
  - Das Gedächtnis des Lichts. Piper, 2013, ISBN 978-3-492-26826-4.
  - Gesamtübersetzung: Das Vermächtnis des Lichts. Piper, 2017, ISBN 978-3-492-70229-4.